# Amomum echinocarpum
Amomum echinocarpum är en enhjärtbladig växtart som beskrevs av Arthur Hugh Garfit Alston. Amomum echinocarpum ingår i släktet Amomum och familjen Zingiberaceae. IUCN kategoriserar arten globalt som otillräckligt studerad.
Artens utbredningsområde är Sri Lanka. Inga underarter finns listade i Catalogue of Life.